# Kanton Saint-Laurent-de-Chamousset
Der Kanton Saint-Laurent-de-Chamousset war bis 2015 ein französischer Kanton im Département Rhône der Region Rhône-Alpes. Er gehörte ursprünglich zum Arrondissement Lyon und hatte seinen Hauptort in Saint-Laurent-de-Chamousset. Die landesweiten Änderungen in der Zusammensetzung der Kantone brachten zum März 2015 seine Auflösung, nachdem er aufgrund der Schaffung der Métropole de Lyon wenige Monate zuvor dem Arrondissement Villefranche-sur-Saône zugeteilt worden war. Sein letzter Vertreter im conseil général des Départements war Bernard Chaverot (PS).

## Gemeinden
Der Kanton bestand aus vierzehn Gemeinden:
| Gemeinde                    | Einwohner Jahr | Fläche km² | Bevölkerungsdichte | Code INSEE | Postleitzahl |
| --------------------------- | -------------- | ---------- | ------------------ | ---------- | ------------ |
| Brullioles                  | 812 (2013)     | 12,25      | 66 Einw./km²       | 69030      | 69690        |
| Brussieu                    | 1.261 (2013)   | 6,74       | 187 Einw./km²      | 69031      | 69690        |
| Chambost-Longessaigne       | 916 (2013)     | 15,44      | 59 Einw./km²       | 69038      | 69770        |
| Haute-Rivoire               | 1.399 (2013)   | 20,29      | 69 Einw./km²       | 69099      | 69610        |
| Les Halles                  | 478 (2013)     | 3,09       | 155 Einw./km²      | 69098      | 69610        |
| Longessaigne                | 601 (2013)     | 11,92      | 50 Einw./km²       | 69120      | 69770        |
| Montromant                  | 439 (2013)     | 10,99      | 40 Einw./km²       | 69138      | 69610        |
| Montrottier                 | 1.322 (2013)   | 23,1       | 57 Einw./km²       | 69139      | 69770        |
| Saint-Clément-les-Places    | 621 (2013)     | 12,42      | 50 Einw./km²       | 69187      | 69930        |
| Saint-Genis-l’Argentière    | 1.045 (2013)   | 10,65      | 98 Einw./km²       | 69203      | 69610        |
| Saint-Laurent-de-Chamousset | 1.928 (2013)   | 17,25      | 112 Einw./km²      | 69220      | 69930        |
| Sainte-Foy-l’Argentière     | 1.297 (2013)   | 1,54       | 842 Einw./km²      | 69201      | 69610        |
| Souzy                       | 772 (2013)     | 5,09       | 152 Einw./km²      | 69178      | 69610        |
| Villechenève                | 893 (2013)     | 14,15      | 63 Einw./km²       | 69263      | 69770        |